# Sophia (voornaam)
Sophia of Sofia is een meisjesnaam. De naam is afgeleid van het Griekse sophia (σοφία), dat "(levens)wijsheid" betekent.
Varianten zijn Sophie, Sofie en Sonja.

## Bekende naamdraagsters
- Sophia van Rome, martelares
- Sofia Aleksejevna van Rusland, regentes van Peter de Grote in Rusland van 1682 tot 1689
- Sofía van Spanje, jongste dochter van de Prins van Asturië
- Sophia van Griekenland, haar grootmoeder en vrouw van Koning Juan Carlos I
- Sophia Hedwig van Brunswijk-Wolfenbüttel
- Sophia Dorothea van Celle
- Sophia van de Palts
- Sophia Dorothea Augusta Louisa van Württemberg
- Sophia van Verdun
- Sofia Coppola, Amerikaanse actrice
- Sofia Goebaidoelina, Russische componiste
- Sophie Hilbrand, Nederlands actrice en presentator
- Sofia Polgar, Hongaarse schaakster
- Sophia Loren, Italiaanse actrice
- Sophia Skou, Deense zwemster
- Sophia Wezer, Nederlandse musicalartiest, zangeres en actrice